# Erik Weiner
Erik Weiner (San Francisco, 7 giugno 1977) è un attore, sceneggiatore e comico statunitense.
È noto soprattutto per aver co-creato l'opera teatrale The Bomb-itty of Errors e per il suo ruolo come Agente Sebso in Boardwalk Empire - L'impero del crimine di HBO.

## Carriera
Nel 1999, ha co-creato e interpretato The Bomb-itty of Errors, un adattamento de La commedia degli errori di Shakespeare in stile hip-hop. Lo spettacolo è stato eseguito a New York, Londra, Chicago, Los Angeles, Amsterdam, Edimburgo, Dublino, Florida, Filadelfia e Saint Louis tra gli altri.
Weiner è stato invitato a far parte dello Screenwriting Lab del Sundance Institute nel 2002. Nello stesso anno ha co-creato e recitato nella serie Scratch & Burn di MTV. Ha fatto il suo debutto cinematografico nel film Brown Sugar della 20th Century Fox, con Sanaa Lathan, Taye Diggs, Mos Def e Queen Latifah. Nel 2005, Weiner ha interpretato Dragon in Unscripted della HBO, diretto e prodotto da George Clooney. Il video musicale Shawshank In A Minute di Weiner, diretto da John Landis, ha vinto il Great Sketch Experiment di JibJab nel 2006. La sua commedia musicale NERDS, scritta con il collaboratore Jordan Allen-Dutton e con musica composta da Hal Goldberg, ha vinto un Barrymore Award nel 2007. Weiner ha ricevuto tre nomination agli Emmy Award nel 2007, 2008 e 2012 per le sue sceneggiature in Robot Chicken.
Weiner ha prodotto programmi televisivi come America's Best Dance Crew, Snoop Dogg's Fatherhood, The Sing-Off ed è stato il capo sceneggiatore degli MTV Movie Awards nel 2010, 2011 e 2013. È stato produttore creativo degli Emmy Awards 2011. Ha ricevuto un Peabody Award per la scrittura in Heroes di CNN. Nel 2010, Weiner ha interpretato l'Agente Sebso in Boardwalk Empire - L'impero del crimine di HBO, prodotto da Terence Winter e Martin Scorsese. Nel 2012 e nel 2013, Weiner ha interpretato Ian in The New Normal della NBC. Nel 2016, Weiner ha iniziato a scrivere e produrre The Goldbergs di ABC.

## Doppiatori italiani
Nelle versioni in italiano dei suoi lavori, Erik Weiner è stato doppiato da:
- Christian Iansante in Brown Sugar
- Stefano Crescentini in Unscripted
- Stefano Billi in Boardwalk Empire - L'impero del crimine